# 费尔法克斯府

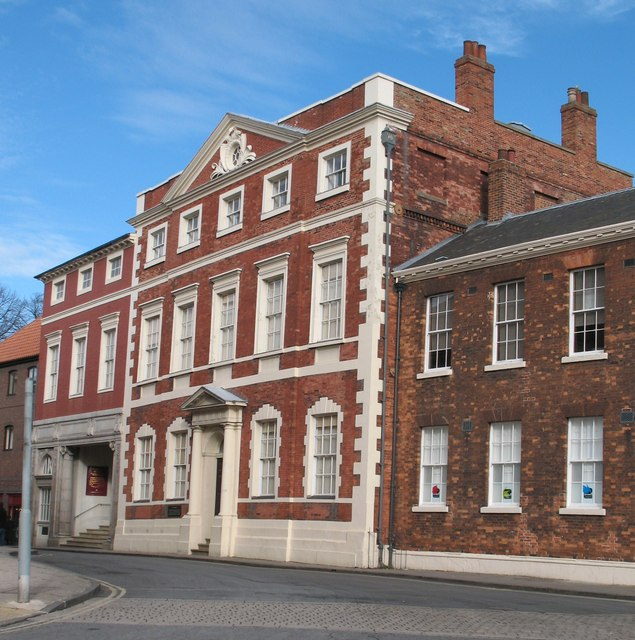
从约克城堡看费尔法克斯府

费尔法克斯府（Fairfax House）是一座乔治式贵族府邸，位于英格兰约克的城堡门27号，靠近克利福德塔和约克城堡博物馆。

## 历史
它可能由当地商人建于1740年代初，1759年由第九任费尔法克斯子爵查尔斯·格雷戈里·费尔法克斯购买，并于1761年请 建筑师约翰·卡尔改造室内，于1765年完成。子爵在1772年去世后，这座建筑出售，并被多次转手，逐渐年久失修。 1982-1984年间进行彻底维修，恢复旧貌。费尔法克斯府现在是一座博物馆，对公众开放，并被列为一级登录建筑加以保护。

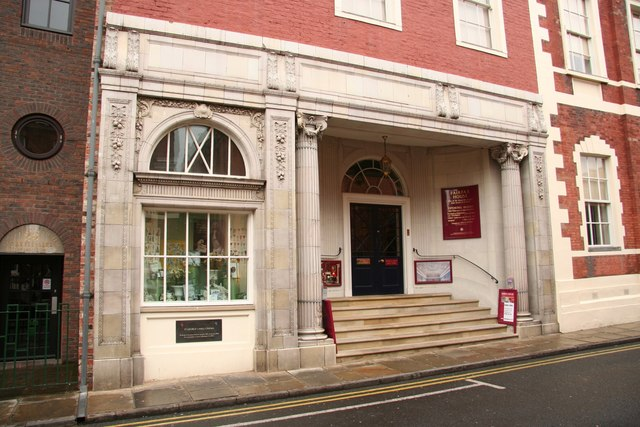